# 洛昆巴區
17°36′50″S 70°45′45″W / 17.6138°S 70.7624°W
洛昆巴區（西班牙語：Distrito de Locumba），是秘魯的一個區，位於該國南部塔克納大區的豪爾赫巴薩德雷省，始建於1855年6月27日，面積969平方公里，海拔高度559米，2005年人口1,692，人口密度每平方公里1.7人。